# 永宣旨
永宣旨（えいせんじ）とは天皇の命令である宣旨の一種で、永代にわたる特権を保証するために出されたもの。ただし、史実においては綸旨・院宣の書式で出された同様の趣旨の文書も含まれる。

## 概要
平安時代に賑給や仏事・神事の国充の確保のために諸国に出された事例があるが、鎌倉時代以後はもっぱら僧階・僧官の補任のために用いられた。学識や加持祈祷の功労などによって永宣旨を受けた僧侶は、以後天皇への上奏などの手続を経ることなく自らの意思だけで寺僧や門人に自らの僧綱や門跡・院主・阿闍梨などの地位を補任することが出来るようになり、高僧の地位の師匠から後継者への継承が自由に行えるようになった。江戸時代には永宣旨を根拠として仁和寺・勧修寺・大覚寺の門跡は傘下の仏師や医師に対して自由に官位を授けることが許されていた。こうした僧侶・寺院に対する一連の永宣旨は明治2年（1869年）に廃止された。